# غونتر باوم
غونتر باوم (بالألمانية: Günter Baum)‏ هو سياسي ألماني، ولد في 1960.